# Chiesa di San Tommaso (Pavia)
La chiesa di San Tommaso è un ex edificio di culto della città di Pavia, sita all'interno del centro storico e appartenente all'Università degli Studi di Pavia.

## Storia
Il monastero benedettino femminile di San Tommaso è menzionato per la prima volta in un diploma imperiale di Arnolfo dell'889. Sorse sui resti di un grande edificio (forse termale) di età romana, dotato di absidi, purtroppo non ancora ben indagato archeologicamente. La chiesa fu ricostruita nel 1213 e nel 1302 divenne sede dei frati Domenicani.
A partire dal 1320 iniziarono i lavori per la costruzione della nuova, e più grande, chiesa, tuttavia, a causa delle numerose interruzioni, il cantiere fu ultimato solo nel 1478. All’erezione della nuova chiesa contribuirono, mediante lasciti, numerosi privati, tra cui il Maestro delle Entrate Ducali del Ducato di Milano, Ardengo Folperti, che pagò i lavori dell’abside, come testimoniano i stemmi in pietra inseriti all’esterno della struttura.A partire dal XIV secolo il monastero divenne sede dell'inquisizione a Pavia. La facciata richiama quella della vicina chiesa di Santa Maria del Carmine, tanto che la fascia decorativa di coronamento in cotto è molto simile nei due edifici, mentre il grande rosone fu recuperato durante i restauri del 2003/2004. Il monastero era proprietario di ingenti fondi agricoli collocati, principalmente, nel Pavese a Roncaro e Samperone.

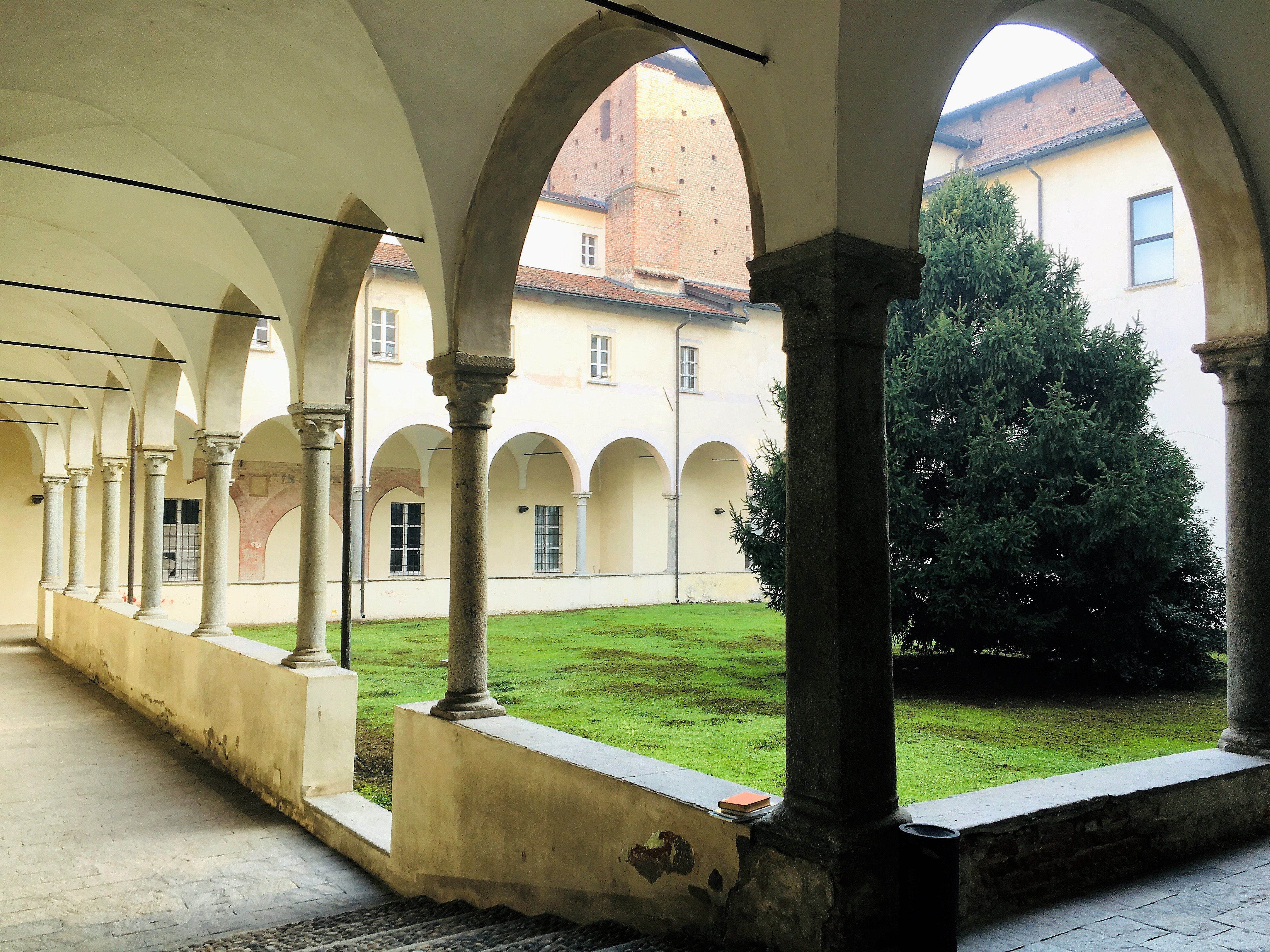
Il chiostro quattrocentesco.

Nel 1782 il monastero venne soppresso da Giuseppe II e trasformato nel Seminario Generale per la Lombardia Austriaca. Giuseppe Piermarini, incaricato di adattare il complesso alla nuova destinazione, modificò pesantemente la chiesa e demolì l’intera navata destra, salvando tuttavia il chiostro quattrocentesco. Pochi anni dopo, nel 1791, il seminario venne chiuso ed il complesso divenne una caserma, e tale rimase fino agli anni ’80 del Novecento, quando fu ceduto all’Università degli Studi di Pavia che, dopo i restauri, lo destinò a sede di alcune facoltà universitarie e alla biblioteca di Studi Umanistici.

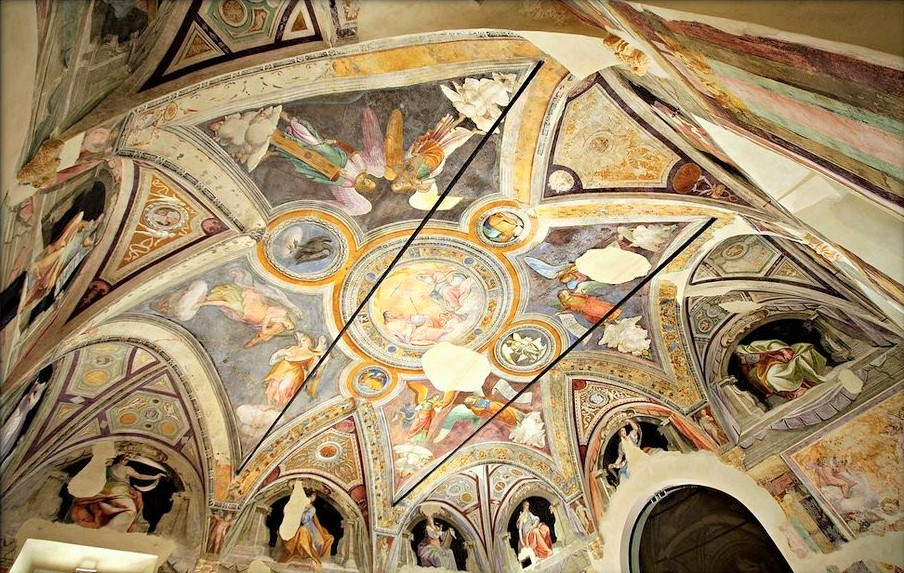
La cappella Bottigella

Nonostante i tanti rimaneggiamenti e cambi di destinazione d'uso degli ambienti del complesso di San Tommaso, quasi integra rimane la Cappella Bottigella, fatta realizzare nella seconda metà del Quattrocento da Giovanni Matteo Bottigella sia per conservare le reliquie della beata Sibillina Biscossi sia come luogo di sepoltura dei membri della famiglia. La cappella, che originariamente ospitava la grande Pala Bottigella di Vincenzo Foppa, fu affrescata inizialmente da Bernardino Lanzani, mentre tra la fine del XVI secolo e gli inizi del successivo fu riaffrescata dal senese Alessandro Casolari e dal romano Angelo Righi, che nel 1605 completò il ciclio delle Sibille.

## Descrizione
La chiesa presenta una pianta a croce greca ed era divisa in tre navate, delle quali ne rimangono solo due, mentre quella meridionale fu fatta demolire da Giuseppe Piermarini negli anni ’80 del Settecento. Sulla navata di sinistra si aprivano cinque cappelle, una delle quali fu concessa nel 1392 dai padri Domenicani all'università di Pavia. Delle quali cappelle si conserva quasi integra quella fatta erigere nella seconda metà del XV secolo da Giovanni Matteo Bottigella. Analogamente alla chiesa di San Francesco, anche in San Tommaso l’edificio era dotato di volte a crociera nel presbiterio e nelle navate laterali, mentre quella centrale, in parte, era dotata di soffitto ligneo a capriate. Le navate sono divise da possenti pilastri cilindrici in mattone, con capitelli a cubo scantonato. In base al progetto del Piermarini, la chiesa fu divisa in altezza in due piani e tale partizione è stata mantenuta durante i restauri degli anni ’90 del Novecento. La facciata è a frontone spezzato, con sopralzo centrale e un grande rosone in marmo bianco al centro.

## Il convento

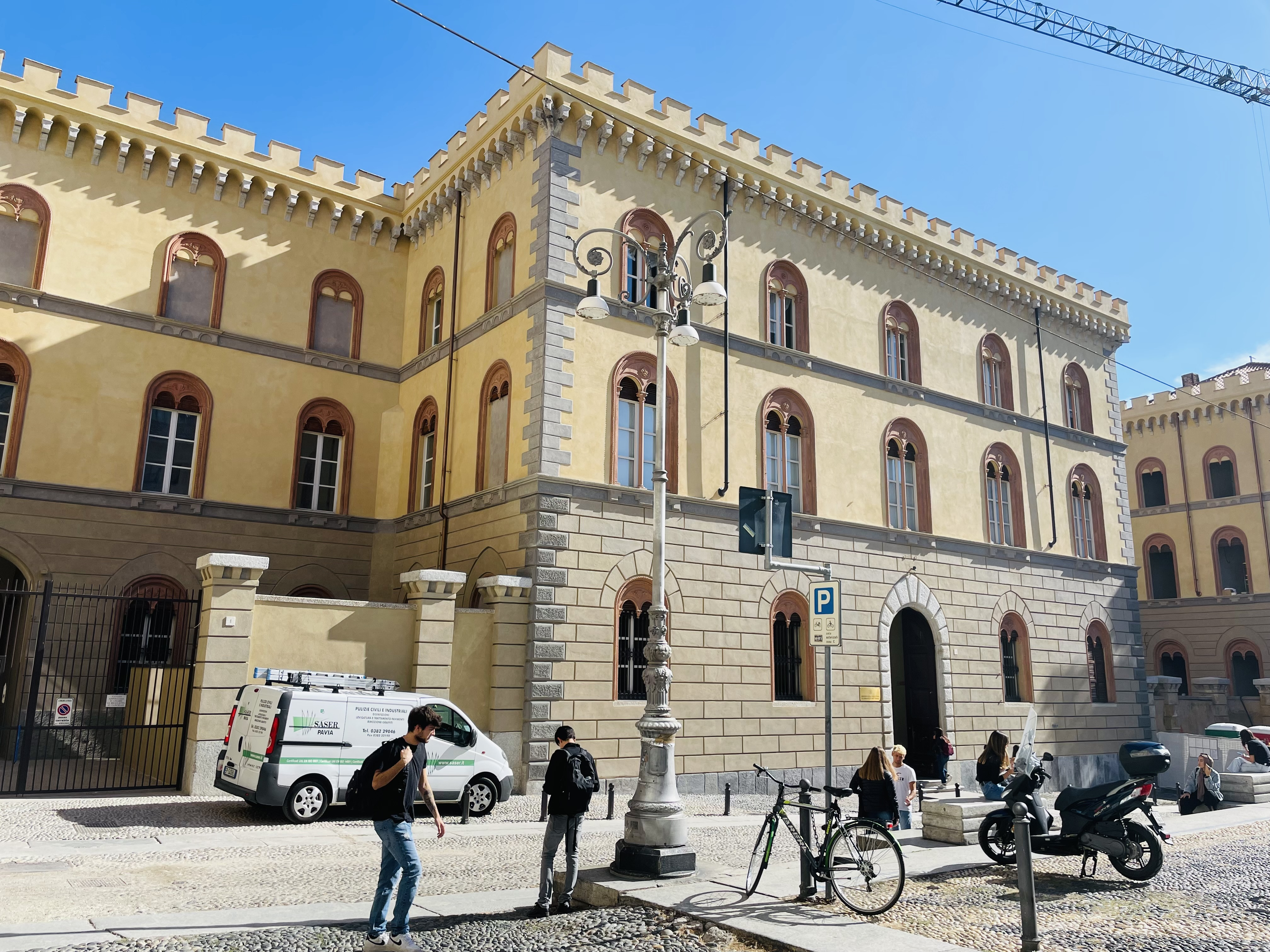
La facciata dell'ex convento, risistemata nel 1896.

Negli anni ’80 dell’Ottocento, con la costruzione della vicina Galleria Arnaboldi, il comune di Pavia chiese alle autorità militari di riformare la facciata dell’ex convento, allora adibito, dal 1791, a caserma, per rendere la piazza sulla quale i due edifici si affacciavano più uniforme ed elegante. La progettazione della nuova facciata fu affidata nel 1892 al capitano Gariboldi, componente della Direzione del Genio Militare di Piacenza e i lavori furono in parte finanziati dal comune. Inoltre, il municipio attenne che la fronte venisse costruita arretrata rispetto al precedente prospetto e fosse allineata all’edificio d’angolo su corso Mazzini, in modo che la via e la piazza ottenessero sia un allargo, di circa 12 metri, sia un profilo più armonioso.
La facciata è composta da tre distinti padiglioni, di cui quelli laterali sono collegati con quello centrale da due cancellate, in ferro battuto sagomato, a zoccolo di muro, mentre gli edifici preesistenti vennero uniformati alla stessa altezza delle nuove costruzioni e uniformati nella decorazione. Lo stile scelto per il nuovo prospetto (terminato nel 1896) fu quello neomedievale, particolarmente diffuso allora negli edifici destinati a caserma, caratterizzato per muri traforati da grandi archi e bifore su colonnette di gusto neogotico e dalla parte terminale della facciata coronata con merlatura e fascia di beccatelli. La facciata dell’ex convento rivolta su corso Mazzini non fu modificata e mantenne la veste ricevuta nella prima metà del Settecento, caratterizzata da aperture dotate di contenuti elementi decorativi a fasce e cornici.Il complesso ospita alcune facoltà dell'università di Pavia e la biblioteca di Studi Umanistici.